# Hovmästare

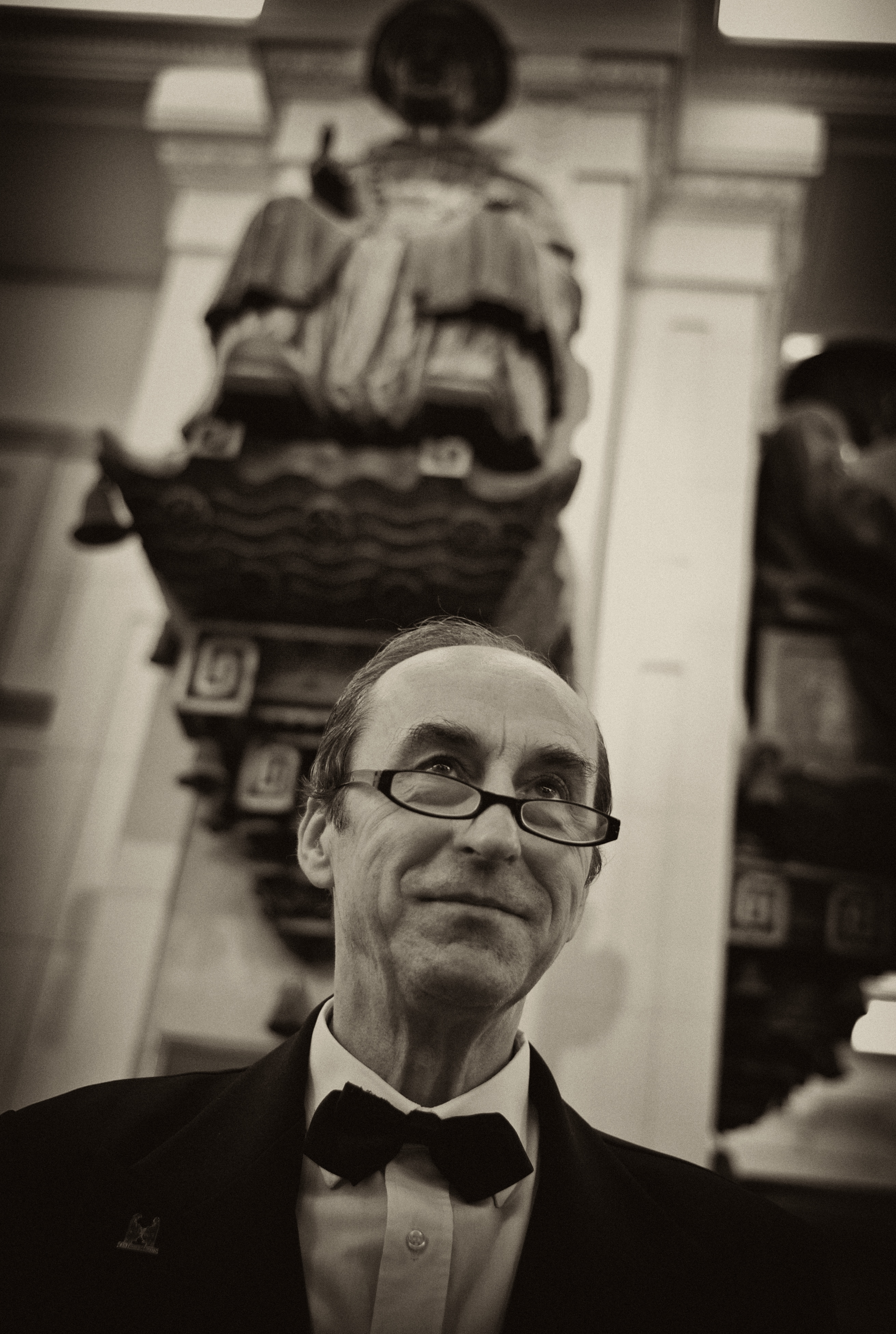
En hovmästare på Les Deux Magots, Paris (2009).

En hovmästare är en arbetsledare för serveringspersonal på restaurang och liknande.
Hovmästare var ursprungligen ett ämbete från medeltiden som ersatte drots ämbetet på 1400-talet men föll bort på 1530-talet men återupplivades av kung Erik XIV. En hovmästare hade till uppgift att sköta finanserna. Mellan 1561-1562 var Per Brahe d.ä överste hovmästare vilket var den förnämsta titeln vid hovet. Senare kom den att avse den som förestod en kunglig eller furstlig hovhållning.
Hovmästaren organiserar serveringspersonalens arbete, arbetar med schemaläggning och ser till att tillräckligt med personal finns vid varje arbetspass. Som hovmästare tar man emot förbeställningar och sköter arrangemanget vid till exempel större festmåltider. Hovmästaren har ofta rollen att ta emot gäster och visa dem deras sittplatser.